# Luci Corneli Escipió Asiagen
Luci Corneli Escipió Asiagen (en llatí: Lucius Cornelius Scipio Asiagenus) va ser un magistrat romà que formava part de la gens Cornèlia i era de la família dels Escipions, d'origen patrici. Era fill de Luci Corneli Escipió, personatge desconegut, i net de Luci Corneli Escipió, i, en conseqüència, besnet d'Escipió l'Asiàtic. Ciceró diu que era un bon orador.
L'any 100 aC va ser un dels senadors que van agafar les armes contra el tribú Luci Apuleu Saturní, que volia donar un cop d'estat i s'havia refugiat al Capitoli. L'any 90 aC, durant la Guerra Social, va ser legat militar, juntament amb Luci Acili, estacionat a la ciutat d'Esèrnia, de la qual va escapar disfressat d'esclau quan es va acostar el general italià Veti Escató. L'any 88 aC va ser nomenat àugur. Segurament va ser pretor l'any 86 aC, i va obtenir la província de Macedònia, on va combatre els tracis. Sembla també que va saquejar l'Oracle de Delfos.
Va ser partidari de Gai Màrius a la primera guerra civil, i va arribar a cònsol l'any 83 aC junt amb Gai Norbà. Aquell any, Sul·la va tornar d'Àsia i va avançar contra els cònsols. Va derrotar a Norbà a Itàlia, i va fer promeses a les tropes d'Escipió, que es van passar a Sul·la. El cònsol va ser fet presoner junt amb el seu fill Luci, però Sul·la els va alliberar sense castigar-los. Tot i això, l'any 82 aC va ser inclòs en les llistes de proscrits i va haver de fugir a Massília on va passar la resta de la seva vida. Va tenir també una filla, Cornèlia, que es va casar amb Publi Sesti.